# Españolatangara
Españolatangara (Geospiza conirostris) är en fågel i familjen tangaror inom ordningen tättingar.

## Utseende och läte
Españolatangara är en stor och tjocknäbbad galápagostangara. Artbestämningen är oproblematisk, eftersom de enda andra liknande fåglarna i dess utbredningsområde (grå drilltangara och mindre darwintangara) båda har mycket mindre näbbar. Hanen är mestadels sotsvart, honan brunare med ljusa streck på undersidan. Näbben är helsvart hos häckande hanar, med orange- eller skärfärgade fläckar utanför häckningstid och hos honor.

## Utbredning och systematik
Fågeln förekommer enbart på ön Española i Galápagosöarna. Tidigare behandlades españolatangaran och större kaktustangara som samma art, större kaktusfink (G. conirostris). 

### Familjetillhörighet
Liksom andra finkliknande tangaror placerades denna art tidigare i familjen Emberizidae. Genetiska studier visar dock att den är en del av tangarorna.

## Status
Españolatangarans bestånd är stabilt, men populationen uppskattas till endast 250–1000 vuxna individer och utbredningsområdet. Det gör arten sårbar för plötsliga förändringar i dess levnadsmiljö eller ifall invasiva predatorer tar sig till ön. Internationella naturvårdsunionen IUCN kategoriserar den därför som just sårbar.

## Namn
Denna art tillhör en grupp fåglar som traditionellt kallas darwinfinkar. För att betona att de inte tillhör familjen finkar utan är istället finkliknande tangaror justerade BirdLife Sveriges taxonomikommitté 2020 deras namn i sin officiella lista över svenska namn på världens fågelarter.